# Illenium
Nicholas Daniel Miller, känd under sitt artistnamn Illenium (skrivs som ILLENIUM), född 26 december 1990, är en amerikansk DJ, musikproducent och låtskrivare.
Miller är mest känd för bland annat singeln Feel Good med Gryffin och Daya, Takeaway med The Chainsmokers och Good Things Fall Apart med Jon Bellion, men även för sina remixer av låtar av bland andra Taylor Swift, Halsey, The Chainsmokers, Marshmello och även Nirvana.

## Bakgrund
Miller började producera musik redan år 2008, men det var inte förrän 2012 då han var på en konsert med Bassnectar som han bestämde sig för att ta det seriöst.

## Diskografi[8]

### Studioalbum
| År   | Titel         |
| ---- | ------------- |
| 2016 | Ashes         |
| 2017 | Awake         |
| 2019 | ASCEND        |
| 2021 | Fallen Embers |
| 2023 | ILLENIUM      |

### Remix-album
| År   | Titel                   |
| ---- | ----------------------- |
| 2016 | Ashes (Remixes)         |
| 2018 | Awake (Remixes)         |
| 2020 | ASCEND (Remixes)        |
| 2022 | Fallen Embers (Remixes) |
| 2023 | ILLENIUM (Remixes)      |

### EP
| År   | Titel                |
| ---- | -------------------- |
| 2014 | Risen EP             |
| 2017 | Awake (Piano Covers) |
| 2020 | ASCEND (Tour Edits)  |

### Singlar
| År   | Titel                                                           | Album/EP                 |
| ---- | --------------------------------------------------------------- | ------------------------ |
| 2014 | Drop Our Hearts, Pt.2 (med Said The Sky och Sirma)              | inget album              |
| 2014 | So Wrong                                                        | inget album              |
| 2014 | Make Me Do                                                      | inget album              |
| 2014 | The Pheonix                                                     | inget album              |
| 2014 | In Your Wake (med Jeza)                                         | inget album              |
| 2015 | Falling In (med Mimi Page)                                      | inget album              |
| 2015 | Sprirals (med King Deco)                                        | Ashes                    |
| 2015 | I'll Be Your Reason                                             | Ashes                    |
| 2015 | Jester                                                          | Ashes                    |
| 2016 | Afterlife (med Echos)                                           | Ashes                    |
| 2016 | Fortress (med Joni Fatora)                                      | Ashes                    |
| 2016 | Bring Forth The Pressure (med Dirt Monkey)                      | Ashes                    |
| 2016 | Rush Over Me (med Said The Sky och Seven Lions feat. Haliene)   | fristående singel        |
| 2017 | Fractures (med Nevve)                                           | Awake                    |
| 2017 | Feel Good (med Gryffin feat. Daya)                              | Awake                    |
| 2017 | Sound of Walking Away (med Kerli)                               | Awake                    |
| 2017 | Where The Wild Things Are (med Zeds Dead)                       | fristående singel        |
| 2017 | Crawl Outta Love (med Annika Wells)                             | Awake                    |
| 2017 | Leaving                                                         | Awake                    |
| 2018 | Don't Give Up on Me (med Kill The Noise feat. Mako)             | fristående singel        |
| 2018 | Sound of Where'd You Go (med Said The Sky, 1788-L och Kerli)    | Awake (Remixes)          |
| 2018 | Gold (Stupid Love) (med Excision feat. Shallows)                | Apex                     |
| 2018 | Take You Down                                                   | Ascend                   |
| 2018 | God Dammit (med Call Me Karizma)                                | fristående singel        |
| 2019 | Crashing (med Bahari)                                           | Ascend                   |
| 2019 | Pray (med Kameron Alexander)                                    | Ascend                   |
| 2019 | Good Things Fall Apart (med Jon Bellion)                        | Ascend                   |
| 2019 | Takeaway (The Chainsmokers & Illenium feat. Lennon Stella)      | Ascend och World War Joy |
| 2019 | Blood (med Foy Vance)                                           | Ascend                   |
| 2019 | Hard To Say Goodbye (med Ekali feat. Chloe Angelides)           | A World Away             |
| 2020 | Feel Something (med Excision feat. I Prevail)                   | fristående singel        |
| 2020 | Nightlight                                                      | Fallen Embers            |
| 2020 | Paper Thin (med Tom DeLonge och Angels & Airwaves)              | Fallen Embers            |
| 2020 | Hearts On Fire (med Dabin feat. Lights)                         | Fallen Embers            |
| 2021 | First Time (med iann dior)                                      | Fallen Embers            |
| 2021 | Sideways (med Nurko feat. Valerie Broussard)                    | Fallen Embers            |
| 2021 | Heavenly Side (med Matt Maeson)                                 | Fallen Embers            |
| 2021 | Wouldn't Change a Thing (med Thirty Seconds To Mars)            | Fallen Embers            |
| 2021 | Story Of My Life (med Sueco feat. Trippie Redd)                 | fristående singel        |
| 2022 | Walk Me Home (Said The Sky & Illenium feat. Chelsea Cutler)     | Sentiment                |
| 2022 | Shivering (med Spiritbox)                                       | Illenium                 |
| 2022 | Don't Let Me Let Go (med Dillon Francis och Evan Giia)          | This Mixtape Is Fire Too |
| 2022 | All That Really Matters (med Teddy Swims)                       | Illenium                 |
| 2022 | From The Ashes (med Skylar Grey)                                | Illenium                 |
| 2022 | Worst Day (med MAX)                                             | Illenium                 |
| 2023 | Luv Me A Little (med Nina Nessbitt)                             | Illenium                 |
| 2023 | Insanity (med American Teeth)                                   | Illenium                 |
| 2023 | With All My Heart (med JVKE)                                    | Illenium                 |
| 2023 | Eyes Wide Shut (med Avril Lavigne och Travis Barker)            | Illenium                 |
| 2023 | See You Again (The Chainsmokers & Illenium feat. Carlie Hanson) | Summertime Friends       |
| 2023 | Zombie (med Excision & Wooli feat. Valerie Broussard)           | fristående singel        |

### Remixer i urval
| År   | Titel                | Originalartist           |
| ---- | -------------------- | ------------------------ |
| 2013 | Over The Love        | Florence and The Machine |
| 2014 | Flipside             | Lana Del Rey             |
| 2016 | Don't Let Me Down    | The Chainsmokers & Daya  |
| 2016 | Say It               | Flume & Tove Lo          |
| 2017 | Silence              | Marshmello & Khalid      |
| 2018 | Without Me           | Halsey                   |
| 2022 | Something In The Way | Nirvana                  |
| 2022 | Golden Hour          | JVKE                     |
| 2022 | Anti-Hero            | Taylor Swift             |
| 2023 | Zombie               | The Cranberries          |

## Privatliv
Miller har vart öppen med sitt förflutna som bland annat innehållit problem med droger. 2012 var han med om en överdos av heroin, vilket han efteråt har tagit upp både i intervjuer och i singeln Take You Down från hans tredje studioalbum Ascend. Under 2023 började hans samarbete med End Overdose, en organisation som jobbar för att upplysa människor om drogrelaterad överdosering.
Miller gifte sig med sin flickvän Lara McWorther den 2 oktober 2023.